# Berliner Illustrirte Zeitung
Berliner Illustrirte Zeitung (BIZ) fue una revista gráfica alemana, de publicación semanal, que se editó en Berlín entre 1892 y 1945. Tuvo una amplia distribución durante la República de Weimar y la posterior etapa nazi. Fue la primera revista alemana dirigida al mercado de masas y fue pionera en el empleo del formato de revista ilustrada. El Berliner Illustrirte Zeitung era publicado los jueves, aunque siempre llevaba impresa la fecha del domingo siguiente.

## Historia
La revista fue fundada originalmente en 1892 por un empresario silesiano llamado Hepner, aunque con posterioridad sería adquirida por Ullstein Verlag, en 1894. Su editor en Jefe fue Kurt Korff, hasta el 31 de marzo de 1933, cuando fue sustituido por Carl Schnebel. La distribución en 1933 era de 1,9 millones de ejemplares, mientras que en 1944 había aumentado a 2,9 millones bajo la responsabilidad del editor Ewald Wüsten. A partir de mediados de 1934 los negocios de la familia Ullstein ya habían caído bajo la influencia nazi, y el Berliner Illustrirte se convirtió en un órgano de la propaganda nazi. A partir de 1938 la publicación fue editada por la Deutscher Verlag, pasando a partir de entonces a formar parte de la prensa nacionalsocialista. Tras el estallido de la Segunda Guerra Mundial comenzó a hacer reportajes sobre el ejército y las victorias alemanas.
La revista Signal, nacida en abril de 1940, surgió originalmente como un suplemento del Berliner Illustrirte Zeitung.
Después de octubre de 1944, el BIZ fue el único periódico de ilustraciones —además del Illustrierter Beobachter— por medidas de economización para la prensa en tiempos de guerra. Al final de la guerra, solo las grandes ciudades recibían los resúmenes con los titulares y escasos artículos. La última edición fue publicada el 22 de abril de 1945, cuando una sección de las SS ocupó la planta impresora para protegerla de los Ejércitos soviéticos que se acercaban a la capital alemana.